# Lista de rios da Austrália
Rios mais importantes na Ocêania:
| - Abercrombie - Albert - Ashburton - Avon (Austrália Ocidental) - Avon (Austrália Ocidental) - Avon (Austrália Ocidental) - Barcoo - Barrington - Barron - Barwon (Nova Gales do Sul) - Barwon (Victoria) - Bell - Bega - Bimberamala - Blackwood - Bogan - Bremer - Brisbane - Burdekin - Burnett - Calliope hd - Castlereagh - Cataract - Clarence - Clyde - Colo - Condamine - Coopers Creek - Cudgegong - Darly - Dawson - De Gray - Derwent hd - Diamantina - Dumaresq - Edward - Esk - Eucumbene - Finke - Fish - Fitzroy (Queenland) - Fitzroy (Austrália Ocidental) - Fortescue - Franklin - Gascoyne - Geehi | - Georges - Goodradigbee - Gordon - Goulburn (NSW) - Goulburn (Vic) - Grose - Gwydir - Hastings - Hawkesbury - Horton - Hunter - Huon - Ingeegoodbee - Jardine - Karuah - King (Vic) - King (Tas) - Kowmung - Lachlan - Lane Cove - Logan - Macdonald (Bendemeer) - Macdonald (St Albans) - Macleay - Macquarie - Manilla - Manning - Margaret - Maribyrnong - Mary - Mersey - Mitchell - Mitta Mitta - Molonglo - Moruya - Murchison - Murray - Murrumbidgee - Darling | - Nambucca - Namoi - Nattai - Nepean - Nerang - Nogoa - Nymboida - Orara - Ord - Paroo - Parramatta - Patterson - Peel - Pine - Pioneer - Richmond - Roper - rio Severn (Nova Gales do Sul) - rio Severn (Queensland) - Shoalhaven - Snowy - Swan - Avon - Talbragar - Tamar - North Esk - South Esk - Thomson (Qld) - Thomson (Vic) - Tooma - Torrens - Tumut - Tweed - Victoria - Warrego - Williams - Wilson - Wingecarribee - Wollondilly - Woronora - Yarra |